# وزير الشؤون الاجتماعية
وزير الشؤون الاجتماعية هو الاسم الشائع للوزير المكلف بحقيبة وزارة الشؤون الاجتماعية لدى حكومات الدول.
في حين أن هناك بعض الاختلافات في مسؤوليات هذه الوزارات، والقاسم المشترك بينهما هو مسؤوليتهم على العمل والتخطبط لمساعدة أفراد المجتمع، وتطوير مخططات الحكومة والدولة والعمل مثل مساعدة وتطوير العمل الاجتماعي والحماية الاجتماعية والمعاشات والرعاية الاجتماعية، والصحية، والضمان الاجتماعي وشؤون الناشئة وحقوق الطفل والمرأة الاقتصادية والبيئية والصحية والتعليمية وغيرها من الأمور الاجتماعية.